# 리샤오샤

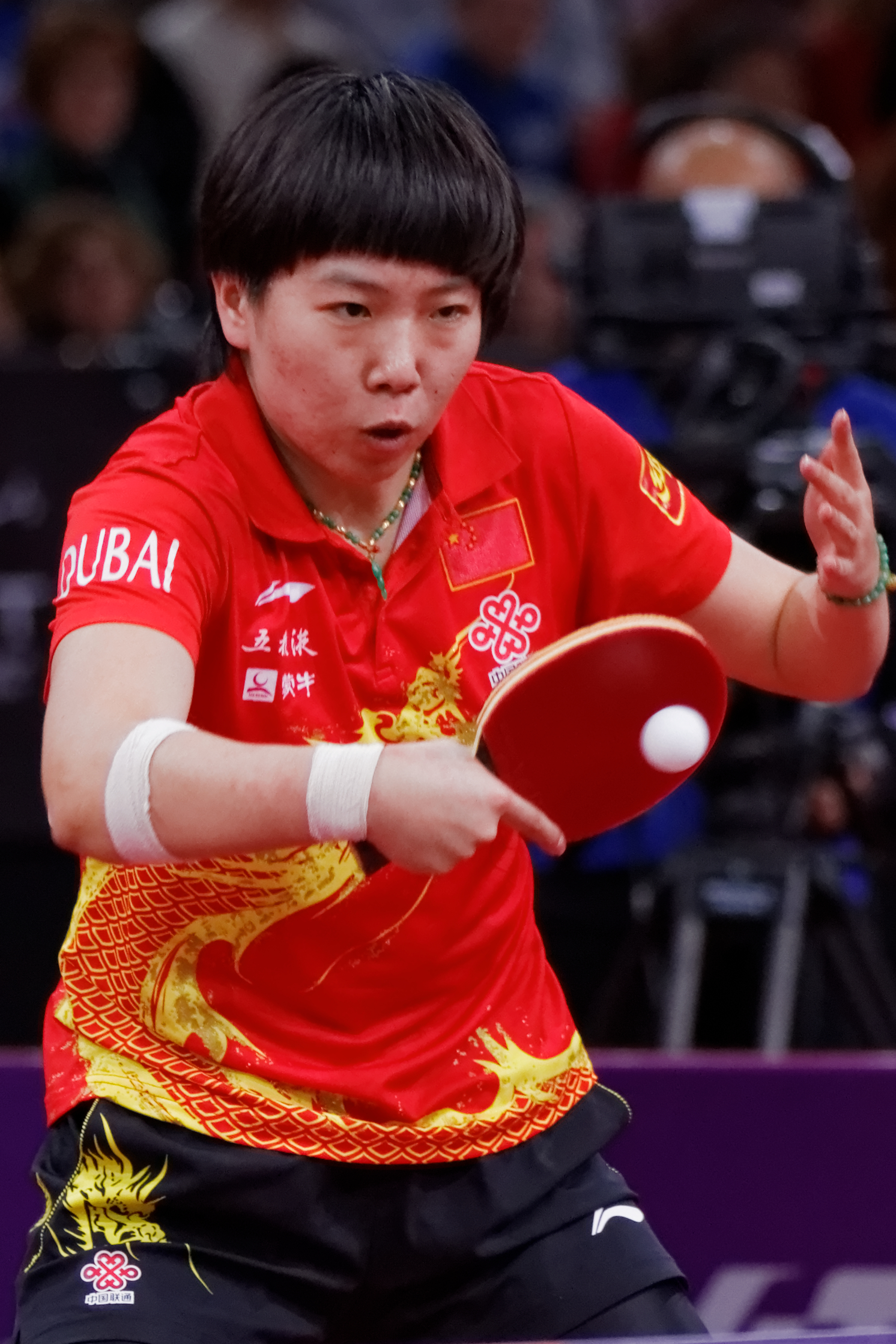
리샤오샤

리샤오샤(李晓霞, 1988년 1월 16일 ~ )는 중국의 탁구 선수이다.

## 개요
리샤오샤는 1998년 1월 16일에 중국 안산시 (랴오닝성)에서 출생했다. 딩닝과 유명한 라이벌이었으며, 이샤오샤는 자신의 생일이 얼마 안 남은 시점에서 웨이보 계정을 통해 은퇴를 발표했다. 그녀는 은퇴한 뒤 결혼을 하여 두 아이를 낳고 작은 카페를 차렸다고 전해진다.

## 수상 기록
- 2012 런던 하계 올림픽 단체전 금메달

- 2012 런던 하계 올림픽 단식 금메달

- 2016 리우데자네이루 하계 올림픽 단체전 금메달

- 2009 요코하마 세계선수권 여자 복식 금메달

- 2011 로테르담 세계선수권 여자 복식 금메달

- 2013 파리 세계선수권 여자 복식 금메달

- 2013 파리 세계선수권 단식 금메달

- 2006 브레멘 세계 팀선수권 단체전 금메달

- 2008 광저우 세계 팀선수권 단체전 금메달

- 2012 도르트문트 세계 팀선수권 단체전 금메달

- 2014 도쿄 세계 팀선수권 단체전 금메달

- 2016 쿠알라룸푸르 세계 팀선수권 단체전 금메달

- 2008 쿠알라룸푸르 월드컵 단식 금메달

- 2007 마그데부르크 단체전 금메달

- 2009 린츠 단체전 금메달

- 2010 두바이 단체전 금메달

- 2011 마그데부르크 단체전 금메달

- 2013 광저우 단체전 금메달

- 2013 두바이 단체전 금메달[1]

1. ↑  강한용 (2017년 1월 15일). “중국 '탁구여제' 리샤오샤 은퇴”. the pingpong. 2022년 9월 28일에 확인함.